# Barry (País de Gales)
Barry (/ˈbæri/ ; em galês: Y Barri) é uma cidade e comunidade no Vale de Glamorgan, País de Gales. Fica na costa norte do Canal de Bristol, a aproximadamente 14 quilómetros ao sul-sudoeste de Cardiff. Barry é um resort à beira-mar, com atrações que incluem diversas praias e parques. De acordo com os dados estimados do Escritório de Estatísticas Nacionais de 2021, a população de Barry era de 56.605.
A cidade cresceu significativamente a partir da década de 1880 com o desenvolvimento de Barry Docks, que, em 1913, era o maior porto de carvão do mundo.

## História
A área agora ocupada por Barry testemunhou atividade humana em muitos períodos da história. Ferramentas de sílex microlítico do Mesolítico ou do Neolítico foram encontradas em Friars Point, na Ilha de Barry. Uma urna cinerária (urna de cerâmica enterrada com cinzas de cremação) foi encontrada na Ilha Barry durante escavações de túmulos da Idade do Bronze e mais duas foram encontradas em um túmulo em Cold Knap Point.
Em 1871, a população de Barry era superior a 100 habitantes, com 21 edifícios, a nova família Romilly, proprietária da propriedade, estava envolvida na construção da vila, mas ela permaneceu uma comunidade predominantemente agrícola. A comunidade cresceu quando foi desenvolvido como um porto de carvão na década de 1880 e, em 1884, um grupo de proprietários de minas de carvão decidiu construir um complexo de docas. A primeira doca foi inaugurada em 1889. A ferrovia Barry transportava carvão dos vales do sul do País de Gales para as novas docas. O porto era lotado de navios e tinha prósperos estaleiros de reparação naval, câmaras frigoríficas, moinhos de farinha e uma fábrica de gelo. Em 1913, Barry era o maior porto exportador de carvão do mundo.

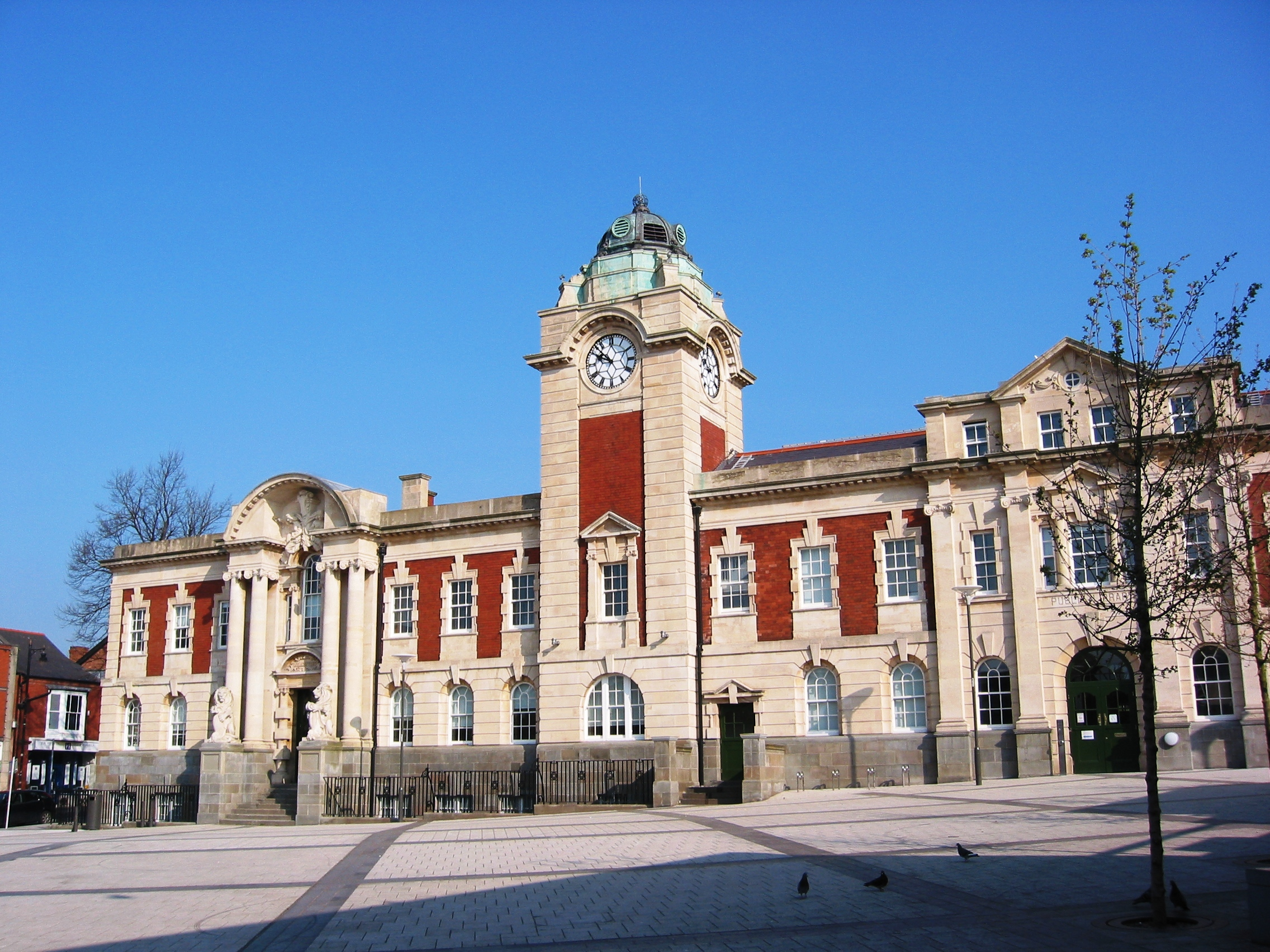
Escritório e biblioteca do Conselho de Barry

Barry é o centro administrativo do Vale de Glamorgan e a sede do Barry Town United FC.
A cidade tem um conselho municipal que é controlado pelo Partido Trabalhista.
A maioria das empresas industriais está localizada na área portuária. As maiores são as empresas produtoras de produtos químicos, como a Cabot Corporation e Dow Corning, que concluíram há pouco tempo o desenvolvimento da maior planta de silicones da Europa.

## Clima
Assim como o resto das Ilhas Britânicas e do País de Gales, Barry tem um clima marítimo com verões frescos e invernos amenos, e frequentemente ventos fortes. É um dos locais mais ensolarados do País de Gales, devido à sua posição costeira e ao sul.
| Dados climatológicos para Barry (1971-2000) | Dados climatológicos para Barry (1971-2000) | Dados climatológicos para Barry (1971-2000) | Dados climatológicos para Barry (1971-2000) | Dados climatológicos para Barry (1971-2000) | Dados climatológicos para Barry (1971-2000) | Dados climatológicos para Barry (1971-2000) | Dados climatológicos para Barry (1971-2000) | Dados climatológicos para Barry (1971-2000) | Dados climatológicos para Barry (1971-2000) | Dados climatológicos para Barry (1971-2000) | Dados climatológicos para Barry (1971-2000) | Dados climatológicos para Barry (1971-2000) | Dados climatológicos para Barry (1971-2000) |
| Mês                                         | Jan                                         | Fev                                         | Mar                                         | Abr                                         | Mai                                         | Jun                                         | Jul                                         | Ago                                         | Set                                         | Out                                         | Nov                                         | Dez                                         | Ano                                         |
| ------------------------------------------- | ------------------------------------------- | ------------------------------------------- | ------------------------------------------- | ------------------------------------------- | ------------------------------------------- | ------------------------------------------- | ------------------------------------------- | ------------------------------------------- | ------------------------------------------- | ------------------------------------------- | ------------------------------------------- | ------------------------------------------- | ------------------------------------------- |
| Temperatura média alta (°C)                 | 7,3                                         | 7,5                                         | 9,7                                         | 12,0                                        | 15,5                                        | 18,2                                        | 20,5                                        | 20,4                                        | 17,7                                        | 14,0                                        | 10,4                                        | 8,3                                         | 13,5                                        |
| Temperatura média baixa (°C)                | 2,3                                         | 2,0                                         | 3,0                                         | 4,5                                         | 7,4                                         | 10,1                                        | 12,4                                        | 12,4                                        | 10,6                                        | 8,0                                         | 4,8                                         | 3,3                                         | 6,8                                         |
| Precipitação (mm)                           | 95                                          | 69                                          | 77                                          | 60                                          | 60                                          | 64                                          | 63                                          | 83                                          | 98                                          | 106                                         | 107                                         | 103                                         | 983                                         |
| Insolação (h)                               | 55                                          | 74                                          | 113                                         | 174                                         | 212                                         | 208                                         | 220                                         | 207                                         | 150                                         | 103                                         | 74                                          | 49                                          | 1,639                                       |
| Fonte: MeteoFrance                          |                                             |                                             |                                             |                                             |                                             |                                             |                                             |                                             |                                             |                                             |                                             |                                             |                                             |